# Serbske Nowiny
Serbske Nowiny (Diari sòrab) és l'únic diari en alt sòrab, publicat per l'editorial Domowina a Bautzen amb una periodicitat de cinc vegades per setmana. Un cop al mes publicar un suplement en alemany. El diari compta amb aproximadament 2.000 subscriptors. Serbske Nowiny està subvencionat per la Fundació per al Poble Sòrab (Załožba za serbski lud).

## Història
Es va publicar per primer cop a Bautzen el 1842 amb el nom de Tydźenska nowina abo serbske Powěsće za hornich Łužičanow (Notícies setmanals - Missatges altsòrabs per als sòrabs). El 1854 canvià el seu nom a Serbske Nowiny com a revista política setmanal. Des de 1921 es publicà com a diari.
Des del principi, el diari sòrab hagut de lidiar amb desavantatge amb les autoritats estatals. Així, per exemple, la Tydźenske Nowiny va guanyar del Consell Municipal de Bautzen una concessió de distribució amb la condició que no hi hagués notícies estrangeres. A més, les fronteres confessionals limitaren la difusió del diari. Abans de 1918 els lectors eren principalment sòrabs protestants, i el diari s'imprimia en la versió protestant de la llengua literària sòrab. La censura i les restriccions de l'Imperi Alemany tampoc ajudaven.
Durant la República de Weimar el diari estava en el seu apogeu i expansió. La gran qualitat de les seves contribucions el van fer guanyar molts nous lectors, fet facilitat també per la llibertat de premsa. Endemés, el diari abastava una àmplia gamma de temes, des de la política a la cultura local i l'esbarjo. Alhora, es va comprometre en la defensa dels drets polítics i culturals dels sòrabs.
Després de l'arribada al poder dels nazis, Serbske Nowiny va topar immediatament amb l'oposició de les noves autoritats, ja que la cobertura política independent ja no era possible. Des de 1934 fins a la prohibició del periòdic el 1937 Jan Cyž va ser el seu editor.
En la República Democràtica Alemanya va canviar el nom per 'Nowa doba (Nova Època). Fou l'únic diari en sòrab en la RDA i es començà a publicar el 6 de juliol de 1947. Des d'octubre 1947 es va publicar dues vegades per setmana, i a partir de juliol 1948 tres vegades. Sota l'ajuda i el suport del SED, a partir de l'1 d'octubre de 1955 es publicà com a diari. No obstant això, també va ser sotmès a les mateixes restriccions que la resta de la premsa periodística de l'Alemanya Oriental. La majoria dels periodistes sòrabs encara tractaven d'informar als lectors sobre els esdeveniments importants a la Lusàcia i al món amb la informació més independent possible. El mèrit del diari, però, es va veure en l'àmbit de l'educació cultural i lingüística.
Amb la recent adquirida llibertat de premsa després de la caiguda del mur de Berlín el 1989, el diari va reprendre el seu antic nom de Serbske Nowiny i va lligar-se a la tradició democràtica dels seus antics editors (Handrij Zejler, Jan Arnošt Smoler, Marko Smoler, Jan Skala) del període anterior a 1933. També va fer-se membre de l'associació de relacions exteriors Internationale Medienhilfe (IHM). L'actual director del diari és Marcel Brauman.